# Oxomoco

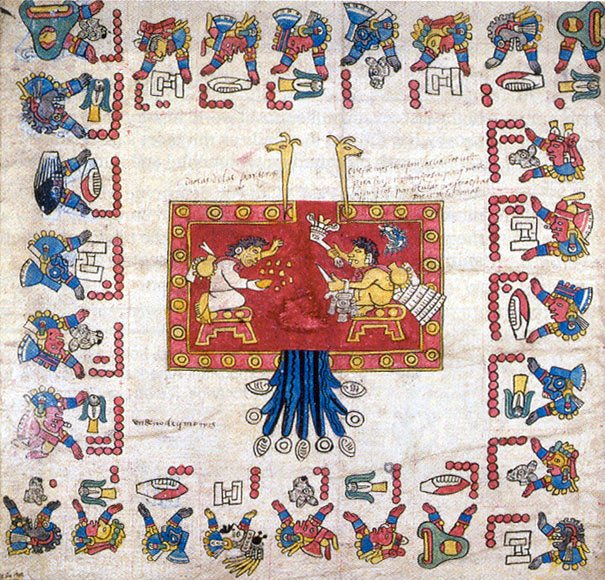
Oxomoco y Cipactónal.

Oxomoco u Oxomo (del náhuatl: oxomoco ‘resina de dos pinos’‘oxitl, resina; ome, dos; ocotl, pino’) en la mitología mexica es la diosa de la astrología y de los calendarios, es la personificación de la noche.
Otra traducción del nombre la da el Dr. Rafael Tena del INAH. Tena, Oxomoco deriva de la palabra huasteca uxum (oxom) que significa "mujer" y de ocox (oco), que significa “primero”. La traducción sería “primera mujer”
La dualidad Cipactli y Oxomoco constituye el tiempo,y por eso se le atribuye la formación del calendario. Los nahuas, queriendo personificar sus ideas como todos los pueblos antiguos, hicieron un hombre real de Cipactli, y le dieron por mujer a Oxomoco; y decían que eran grandes agoreros y astrólogos, por lo cual en el Tonalamatl los pintaban en figuras de búhos. Aún hay que hacer dos observaciones en este ritual: la primera, que Cipactli es el primer día del año, el principio del tiempo, la luz; la segunda, que los dos búhos tienen la figura del Nahui Ollin o cuatro movimientos. Fabregat encuentra además del Nahui Olin solar, otro lunar. Ambos son la significación de los dos búhos. Aclara esta idea su color, pues un búho es rojo como el día, y otro negro como la noche.